# 普武特尼察河
54°43′40″N 18°23′51″E / 54.7279°N 18.3975°E

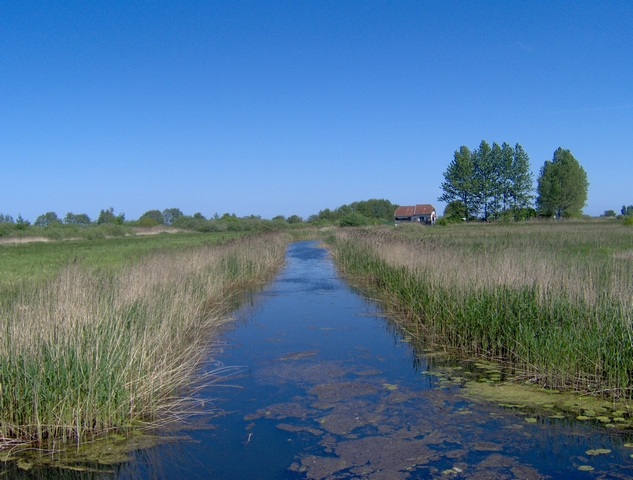

普武特尼察河（波蘭語：Płutnica）是波蘭的河流，位於該國北部，處於濱海省，河道全長9公里，流域面積77平方公里，最終在普茨克注入普茨克灣。